# Les Tueurs de la lune de miel

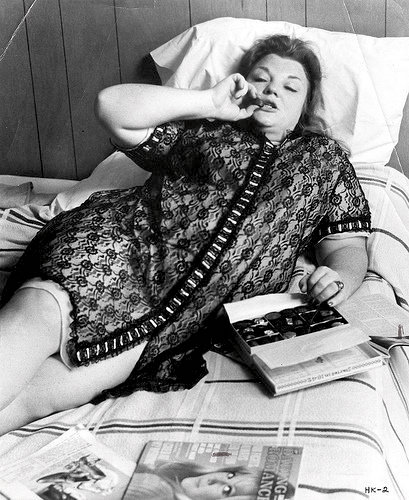
Shirley Stoler dans la photo de presse de Les Tueurs de la lune de miel, 1970

Pour le groupe de rock voir The Honeymoon Killers
Les Tueurs de la lune de miel (The Honeymoon Killers) est un film américain réalisé par Leonard Kastle (en), sorti en 1970.
Le scénario s'inspire de l'histoire du couple de tueurs en série américains Raymond Fernandez et Martha Beck, accusés d'avoir tué plus d'une vingtaine de femmes entre 1947 et 1949.

## Synopsis
Raymond et Martha sont amants, ils veulent vivre dans une belle maison. Pour cela ils inventent un plan macabre afin d'arnaquer les femmes seules et se font passer pour frère et sœur.

## Fiche technique
- Titre : Les Tueurs de la lune de miel
- Titre original : The Honeymoon Killers
- Réalisation : Leonard Kastle (en)
- Scénario : Leonard Kastle (en)
- Musique : Gustav Mahler[1]
- Photographie : Oliver Wood
- Montage : Richard Brophy et Stanley Warnow
- Production : Paul Asselin et Warren Steibel
- Société de production : American International Pictures
- Budget : 150 000 dollars * Pays d'origine :  États-Unis
- Format : noir et blanc - 1,85:1 - 35 mm - mono
- Genre : drame, policier, tueur en série
- Durée : 108 minutes
- Date de sortie :
  - États-Unis : 4 février 1970
- Film interdit aux moins de 16 ans lors de sa sortie en France

## Distribution
- Shirley Stoler[2] (VF : Françoise Fechter) : Martha Beck
- Tony Lo Bianco (VF : Gérard Hernandez) : Raymond Fernandez
- Mary Jane Higby (VF : Monique Mélinand) : Janet Fay
- Doris Roberts (VF : Jane Val) : Bunny
- Kip McArdle (VF : Nicole Favart) : Delphine Downing
- Marilyn Chris (VF : Perrette Pradier) : Myrtle
- Dortha Duckworth (VF : Héléna Manson) : la mère
- Barbara Cason[2] : Evelyn Long
- Ann Harris (VF : Nicole Riche) : Doris
- Mary Breen : Rainelle Downing
- Elsa Raven[2] : Matron
- Mary Engel (VF : Hélène Tossy) : Lucy
- Guy Sorel : Mr Dranoff
- Michael Haley[2] (VF : Roland Ménard) : Jackson
- Diane Asselin : Severns
- William Adams (VF : Jean Berger) : le juge de paix

## Production
La direction du film est tout d'abord confiée à Martin Scorsese, mais il est remplacé dès la première semaine de tournage pour cause de divergences artistiques avec la production. Celle-ci confie brièvement le projet à Donald Volkman, avant qu'il ne soit remplacé lui aussi. C'est finalement Leonard Kastle, qui avait écrit le scénario, qui réalise le film, qui est son unique long métrage.
Le tournage s'est déroulé en septembre et octobre 1968.